# Antonio Correr
Antonio Correr (15 de julho de 1359 - 19 de janeiro de 1445) foi um cardeal italiano, Deão do Sagrado Colégio dos Cardeais e Penitenciário-mor.

## Biografia
Era filho de Filippo Correr, irmão do Papa Gregório XII, e de Cassandra Venier. Assim, era primo do Papa Eugênio IV. Ele foi um dos fundadores da Congregação dos Cônegos Regulares Agostinianos de San Giorgio in Alga, em Veneza.
Eleito bispo de Methone, em 1405, foi confirmado em 24 de fevereiro de 1407, sendo consagrado por seu tio em data incerta, provavelmente ainda em 1407. De março a maio de 1407, ele foi enviado para Marselha para negociar com o antipapa Bento XIII sua entrevista com o papa em Savona. Transferido para a sé de Bolonha em 31 de março de 1407, ele foi impedido de tomar posse da sé pelo Cardeal legado Baldassare Cossa, que considerou o Papa Gregório XII ilegítimo. Ele renunciou à sé quando foi promovido ao cardinalato, pois era administrada por um vigário até 1412. Nomeado Patriarca Latino de Constantinopla, sucedendo seu tio, em cerca de 1408, ocupou o cargo até agosto de 1409.
Foi criado cardeal-presbítero de São Pedro Acorrentado no consistório de 9 de maio de 1408. Nomeado núncio na Alemanha e em Flandres em 13 de dezembro de 1408. A pedido de seu tio, o papa, ele passa para a sé suburbicária de Porto e Santa Rufina em 9 de maio de 1409. É nomeado Camerlengo da Santa Igreja Romana, em julho de 1412. Não compareceu ao Concílio de Pisa. Não participou da eleição do  antipapa Alexandre V, nem de João XXIII. Participou do Concílio de Constança. Foi nomeado arcipreste da Basílica Patriarcal Vaticana de 1420 até 1434. Acompanhou o Papa Martinho V a Tivoli em 17 de junho de 1421.
Como decano do Colégio dos Cardeais, ele optou pela suburbicária de Óstia-Velletri em 14 de março de 1431. Nomeado legado para negociar a paz entre Florença e Siena em 4 de abril de 1431, saindo de Roma quatro dias depois. Foi nomeado Penitenciário-mor em maio de 1438. Ele foi autor de uma história da sua época, que permaneceu inédito.

## Conclaves
- Conclave de 1417 - participou da eleição do Papa Martinho V
- Conclave de 1431 - participou da eleição do Papa Eugênio IV